# Giáo hoàng Biển Đức XII
Biển Đức XII (Latinh: Benedictus II) là vị Giáo hoàng thứ 197 của giáo hội công giáo.
Theo niên giám tòa thánh năm 1806 thì ông đắc cử Giáo hoàng năm 1334 và ở ngôi Giáo hoàng trong 7 năm 5 tháng 6 ngày. Niên giám tòa thánh năm 2003 xác định ông đắc cử Giáo hoàng ngày 20 tháng 12 năm 1334, ngày khai mạc chức vụ mục tử đoàn chiên chúa là ngày 8 tháng 1 năm 1335 và ngày kết thúc triều đại của ông là ngày 25 tháng 12 năm 1342. 

## Trước khi thành giáo hoàng
Giáo hoàng Benedictus XII sinh tại Saverdun, Pháp tên gọi là Jacques Fournier sinh quãng năm 1285.
Ông trước hết là Tu sĩ Dòng Xitô đạo đức nhiệm nhặt ở Boulbonne rồi ở đan viện Fontfroide, nơi có chú ông là Arnaud Novelli, người đã gửi ông lên Pari học ở trường trung học thánh Bernađô.
Làm giáo sư chuyên khoa thần học tại Paris, kế vị chú làm đan viện phụ của Fontfroide năm 1311. Sau đó, ông làm Giám mục Pamiers năm 1317. Tại đây ông tích cực điều khiển cuộc chiến đấu chống lại những di hại của giáo phái Cata.
Chính lúc bấy giờ ông đích thân điều khiển một chính sách tòa thẩm tra rất sinh động chống lại những hơi hướng lạc giáo. Các sổ sách ghi những điều ông nghe được mà ông giữ một cách chu đáo sẽ dùng để nghiên cứu những thái độ và những não trạng trong làng Montaillou. Năm 1326, ông trở thành Giám mục Mirepoix rồi làm Hồng y thánh hiệu thánh nữ Prisca năm 1327.
Người ta gọi ông là Hồng y trắng- vì ông vẫn giữ chiếc áo tu sĩ Xitô của ông – ông là một người đan ông khô khan và hăng say, can thiệp một cách có thẩm quyền vào tất cả các cuộc tranh luật thần học đương thời: sự khó nghèo Tin Mừng, những anh em bé nhỏ, sự phúc kiến. 

## Giáo hoàng
Ông được bầu làm Giáo hoàng ngày 20 tháng 12 năm 1334, khi Gioan XXII qua đời, ông thực hiện những cải cách rộng lớn.
Trong triều đại của ông Tòa Thánh vẫn đóng ở vùng Avignon của Pháp. Dù phải sống tại Pháp, ông cũng vẫn điều hành công việc ở Roma. Năm 1336, Benedictus XII khởi công xây dựng Tòa Giáo hoàng tại Avigon. Tòa lâu đài Giáo hoàng đầu tiên với sự khô khan của nó là một phản ánh rất tốt tính cách của ông. Tuy nhiên ông không từ chối bất cứ sự trang trí nào và chính ông là người nhờ đến họa sĩ Stenna là Simore Martini.
Ông dấn thân làm việc để dẹp bỏ các tệ nạn hối lộ trong triều đình của Giáo hoàng đầy dẫy các Giám mục và các giáo sĩ cao cấp. Benedictus XII cố gắng cải tổ Giáo triều, canh tân hàng giáo sĩ Dòng và Triều. Ông buộc các Giám mục phải sống trong giáo phận của mình và canh tân các luật dòng nhất là luật dòng Thánh Biển Đức, Phan Sinh và Đa Minh. Benedictus XII buộc các Giám mục phải về sống với giáo phận của mình. Với chính sách nghiêm khắc và quản lý kinh tế của mình, ông đã xoay xở tích luỹ được một kho tài sản quý báu thực sự.
Mũ Giáo hoàng được đức Benedictô XII thêm tầng thứ ba. Từ nay việc bầu Giám mục được thay thế dần bằng việc đặt Giám mục "nhờ ân huệ Thiên Chúa và Tông Tòa". Ông không cho gia đình mình một ân huệ nào, và chỉ đặt những người xứng đáng lên các chức vị trong Giáo hội, do chính ngài đích thân sát hạch. Muốn cho nước Pháp được độc lập, ông kêu gọi chống lại vua Ludwig của Bayern.
Trái với ý kiến của vị tiền nhiệm của ngài là Đức Gioan XXII, ông công bố Tông hiến Benedictus Deus (1336) khẳng định rằng người ta có thể có thị kiến diễm phúc trước ngày xác loài người sống lại.